# OUFTI-1
OUFTI-1 (sigla per Orbital Utility For Telecommunication Innovation) è un satellite del Belgio. 
Il satellite, del tipo CubeSat, è stato progettato e costruito dagli studenti dell'Università di Liegi e lanciato il 25 aprile 2016 dal Centro spaziale guyanese con un razzo vettore Sojuz. 
Il satellite aveva lo scopo principale di sperimentare il sistema D-STAR, un nuovo protocollo di comunicazione per radioamatori. Il satellite era inoltre dotato di un innovativo sistema di alimentazione elettrica predisposto da Thales Alenia Space.